# Kfz-Kennzeichen (Europa)
Dieser Artikel beschreibt den Aufbau der Kfz-Kennzeichen in den einzelnen europäischen Ländern.
Wenn das Nationalitätszeichen weder als separate Plakette noch auf dem Schild mit dem Kraftfahrzeugkennzeichen selbst angebracht ist oder letztere Buchstabenfolge nicht lesbar ist, kann man oft die verschiedenen Länder anhand der Buchstaben-/Zahlenfolge unterscheiden. Die Kriterien sind allerdings nicht immer eindeutig, und viele Länder verwenden abweichende Schemata für spezielle Zwecke.
Nachstehend ein mit den genannten Schwächen behafteter Unterscheidungsschlüssel für Europa.
Einige sehr kleine Staaten sind ausgelassen, weil es außer in der unmittelbaren Nähe weniger wahrscheinlich ist, ein solches Kfz zu finden als eines der oben erwähnten Sonderkennzeichen. Außerdem zeigen die Kennzeichen dieser Staaten gewöhnlich das Landeswappen in auffälliger Größe.

## Sonderfälle
Separat zu erwähnen sind russische Kennzeichen: Besonderes Merkmal ist der aus zwei bis drei Ziffern bestehende Regionalcode in einem separaten Kasten rechts, etwas höher geschrieben. Der Rest ist eine Folge von Buchstaben und Ziffern (unten ist diejenige für normale Kfz aufgeführt, kann sonst variieren). Es werden aber nur Buchstaben verwendet, die dem Aussehen nach auch im kyrillischen Alphabet vorkommen.
Weiterhin gibt es in Belgien beliebige Kombinationen von insgesamt fünf Buchstaben und Ziffern (in roter Schrift). Sie werden schon ziemlich lange nicht mehr neu ausgegeben, aber weil sie an eine Person und nicht an ein Fahrzeug gebunden sind, kann man sie auch an neuen Kfz finden.

## Legende zu den Schemata
- X bezeichnet einen Buchstaben
- Xxx bezeichnet einen bis drei Buchstaben
- Xxxxx bezeichnet einen bis fünf Buchstaben
- 9 bezeichnet eine Ziffer
- 9oo bezeichnet eine bis drei Ziffern
- (max. 8) bedeutet, dass die Gesamtanzahl an Buchstaben und Ziffern maximal 8 ist
- u. a. zeigt an, dass das Land mehrere Systeme hat
- (ex) bezeichnet ein ehemaliges System, bei dem aber noch solche Kfz-Kennzeichen auf der Straße anzutreffen sind. Schon lange nicht mehr gebräuchliche Systeme sind nicht aufgeführt.

## Nur Ziffern
| 9oooo | Guernsey; Luxemburg (u. a., ex) |

## Eine Buchstaben-, eine Zifferngruppe
| Xx 9ooooo | u. a. Schweiz; Portugal nur für Anhänger; Österreich nur für Behörden und dipl. Dienste |
| XX 9oooo  | u. a. Liechtenstein |
| XX 999    | Litauen nur für Anhänger |
| XX 9999   | Lettland, Luxemburg; Dänemark nur für Anhänger; Norwegen nur für Anhänger |
| XX 99999  | Dänemark; Norwegen; u. a. Polen |
| XXX 999   | Belgien (ex); Finnland; Ungarn (ex); Litauen; Schweden, Malta, Zypern |
| XXX 9999  | Griechenland (nur Buchstaben, die auch im griechischen Alphabet existieren); Nordirland (ein Buchstabe ist immer „I“ oder „Z“, bis 1987 auch in der Republik Irland verwendet); u. a. Polen |
| SBAA-99   | Zypern: Akrotiri und Dekelia (britisch) |

## Eine Buchstabengruppe, mehrere Zifferngruppen
Dies bedeutet, dass Gruppen von Ziffern mit einem Bindestrich getrennt sind. Nicht hier einbezogen ist die Verwendung von Tausenderpunkten in der Schweiz.
| XX 99o-99o | Serbien (ex); Montenegro (ex) (unterscheidbar anhand der Regionalkennzeichen) |
| XX 99-99   | Portugal (ex)                                                                 |

## Buchstaben-, Ziffern-, Buchstabengruppe
| Xx 9oooo Xxx (max. 7)                          | Österreich (daneben Wunschkennzeichen mit der Reihenfolge Xx Xxxxx9oooo (min. 4 max. 7); min. Xx und 3 Zeichen, davon 1 Buchstabe und 1 Ziffer) |
| X 9oo XXX                                      | Großbritannien (ex); mit „B“ vorne und 2–3 Ziffern: u. a. Rumänien (Bukarest)                                                                   |
| XX 999 XX                                      | Albanien; Italien; Mazedonien (ex); Serbien; Slowakei; u. a. Slowenien                                                                          |
| Xx 999 Xx                                      | Frankreich |
| XX 999o Xx (max. 7, außer Zagreb = ZG 999o Xx) | Kroatien |
| XX 9oooo X                                     | Schweiz (nur für spezielle Verwendungen mit bestimmten Endbuchstaben, zumindest in den meisten Kantonen)                                        |
| XX 9oo X                                       | Liechtenstein (nur für spezielle Verwendungen mit bestimmten Endbuchstaben)                                                                     |
| XX 9999 X                                      | Albanien (ex) |
| Xx 9999 Xx                                     | Bulgarien (nur Buchstaben, die auch im kyrillischen Alphabet vorkommen)                                                                         |
| XX 9999 XX                                     | Ukraine (nur Buchstaben, die auch im kyrillischen Alphabet vorkommen); Mazedonien                                                               |
| XX 99 XX                                       | Niederlande (ex außer speziellen Verwendungen); Portugal                                                                                        |
| Xx 9999 Xx                                     | Spanien (ex, bis 2001) |
| XX 99 XXX                                      | Großbritannien (außer Nordirland); u. a. Rumänien; u. a. Slowenien                                                                              |
| XXX 999 X                                      | Großbritannien (ex) |
| XXX 99 XX                                      | u. a. Polen |

Wenn scheinbar am Ende mehr als drei Buchstaben sind, davon der/die erste(n) „I“, handelt es sich vermutlich um die englische Schreibweise der Ziffer „1“.

## Zwei Buchstabengruppen, eine Zifferngruppe
Die zwei Buchstabengruppen werden auf verschiedene Weise voneinander getrennt.
| XX-XX-99                      | u. a. Niederlande |
| XXX-Xx99o (max. 7)            | Polen |
| Xxx-Xx 9ooo (max. 8)          | Deutschland |
| XX-XX 999                     | Montenegro (Trennung der Buchstabengruppen mit Wappen); u. a. Slowenien; Ungarn (ab 2022, Trennung der Buchstabengruppen mit Wappen, Trennung der Buchstaben- und Zahlengruppe mit Bindestrich) |
| Xx-XX 999                     | Moldawien (erste Gruppe immer zwei Buchstaben oder „C“) |
| Xx-Xx 9ooo                    | Bulgarien (nur für zweizeilige Schilder); Spanien (ebenso, ex) |
| Xx Xxxxx9oooo (min. 4 max. 7) | Österreich (Wunschkennzeichen; Trennung der Buchstabengruppen mit Wappen) |

## Eine Ziffern-, eine Buchstabengruppe
| 999 XXX  | Belgien (ex), Estland |
| 9999 XX  | Belarus (ex)          |
| 9999 XXX | Spanien (ab 2001)     |

## Ziffern, Buchstaben, Ziffern
| 9XX - 9999            | Tschechien                                                            |
| 9-XXX-99, 99-XXX-9    | u. a. Niederlande                                                     |
| 9-XXX-999             | Belgien                                                               |
| 99-XX-99              | u. a. Portugal (ex)                                                   |
| 99-Xx-9ooooo (max. 9) | Republik Irland                                                       |
| 99 Xxx 9ooo           | Türkei                                                                |
| 999 X 999             | Bosnien-Herzegowina (ex, nur A, E, J, K, M oder T)                    |
| 999 KS 999            | Kosovo (vorläufig)                                                    |
| 99oo XXx 99 (max. 8)  | Frankreich (ex)                                                       |
| 9ooo XX 9             | Belarus (nur Buchstaben, die auch im kyrillischen Alphabet vorkommen) |

## Zwei Zifferngruppen, eine Buchstabengruppe
| 999-99 XX | Ukraine (ex)  |
| 99-99 XX  | Portugal (ex) |
| 99-999-XX | Kosovo        |

## Mehr als drei Gruppen
| 9X9 - 9999                      | u. a. Tschechien                                            |
| X99 - X - 999                   | Bosnien-Herzegowina                                         |
| verschiedene, mit XX- beginnend | Slowenien                                                   |
| XX 9X999                        | u. a. Polen (bisher nur in wenigen Städten, etwa in Poznań) |
| X9 Xxxxxoo (min. 5 max. 7)      | Polen (Wunschkennzeichen)                                   |
| verschiedene, mit XXx beginnend | u. a. Polen                                                 |
| X 999 XX 99o                    | Russland (siehe auch oben)                                  |

## Sonstige Unterscheidungsmerkmale
In den meisten Fällen kann man Länder mit gleichem Schema auf andere Weise unterscheiden. Oft erscheint irgendwo der Ländercode, aber in kleiner Schrift. Aber es gibt auch auffälligere spezifische Zierelemente oder Kontrollmarken, und auch die Schriftarten unterscheiden sich (aber sie variieren oft auch im selben Land!). Manche Länder weichen von den üblichen schwarzen Buchstaben auf weißem Grund ab.
Die auffälligsten Unterscheidungsmerkmale sind:

### Farbe
Die Farbe der Buchstaben oder des Untergrundes kennzeichnet in vielen Ländern spezielle Verwendungen, aber genau dort weicht das Schema auch oft ab. So ist beispielsweise ein Kfz mit rotem „LDK 062“ wahrscheinlich aus Belgien, wenn man es hinreichend weit entfernt vom deutschen Lahn-Dill-Kreis antrifft, aber in diesem Kreis kann es auch einen Ausstellungs- und Vorführwagen bezeichnen (zumindest prinzipiell; ob tatsächlich so kurze Kennzeichen ausgegeben werden, liegt in der Entscheidung des Kreises).
Rote Buchstaben verwenden / haben verwendet:
- Belgien
- Belarus für das alte System

Gelben Hintergrund verwenden:
- Niederlande
- Luxemburg
- Großbritannien für das hintere Schild (einschließlich Nordirland)
- Frankreich für das hintere Schild (nicht mehr Pflicht)
- Dänemark für Fahrzeuge mit reduzierten Abgaben

### Schriftart
Am auffälligsten sind die fetten Buchstaben der britischen Kfz-Kennzeichen (einschließlich Nordirland).
Weniger fett, aber zur Unterscheidung von dänischen Kennzeichen geeignet, ist die norwegische Schrift.
Eine fälschungserschwerende Schrift ist seit einigen Jahren in Deutschland und Malta im Gebrauch. Sie ist bei einigen Buchstaben leicht erkennbar (z. B. „C“), vor allem aber an der fast rechteckigen Ziffer „0“. Die Schrift in Slowenien war vorübergehend (Mitte 2004 bis Mitte 2008) ähnlich, dort ist aber die Gruppierung der Buchstaben und Ziffern einmalig. Im Falle Sloweniens ist außerdem die hellgrüne Umrandung des Kennzeichens (schwarz 2004 bis 2008) auffällig.

### Größe
Abmessungen:
520 x 120 mm für Österreich, Ungarn, Kroatien
520 x 110 mm für Deutschland, Großbritannien, Luxemburg, Niederlande, Norwegen, Polen, Portugal, Schweden, Slowakei, Spanien, Tschechien
Nur beim vorderen Nummernschild sind Schweizer, Liechtensteiner und italienische Kennzeichen daran erkennbar, dass sie sehr klein sind.

### Gezielte Unterscheidung ähnlicher Kennzeichen
Die ungarischen Kennzeichen sehen seit dem EU-Beitritt fast so aus wie die litauischen. Im Gegensatz zu letzteren haben sie aber (wie auch vorher schon) zwischen Buchstaben- und Zifferngruppe einen Bindestrich. Auf schwedischen Kennzeichen ist an dieser Stelle (auf dem hinteren Nummernschild) eine rechteckige Prüfungsplakette.
Die vielen Kennzeichen mit dem System 1–2 Buchstaben – Ziffern – 1–2 Buchstaben auf weißem Grund tragen in einer Reihe von Ländern nach der ersten Buchstabengruppe das Staatswappen. Abweichungen davon:
- Österreich: Hier ist es nicht das österreichische Wappen (außer Bundesbehörden, die aber ein anderes Schema benutzen), sondern das Wappen des Bundeslandes.
- Bulgarien und Ukraine: keine Abtrennung
- Spanien (ex): Abtrennung mit einem mittigen Punkt
- Frankreich: Abtrennung mit einem mittigen Punkt, ganz rechts ein blauer Streifen symmetrisch zum Europa-Streifen links
- Italien: keine Abtrennung, ganz rechts ein blauer Streifen symmetrisch zum Europa-Streifen links
- Mazedonien: Die Schilder haben einen roten viereckigen Block, in dem klein die kyrillischen Entsprechungen zu den lateinischen Buchstaben des Kennzeichens erscheinen.